# Systoechus subcontiguus
Systoechus subcontiguus är en tvåvingeart som beskrevs av Hesse 1938. Systoechus subcontiguus ingår i släktet Systoechus och familjen svävflugor. Inga underarter finns listade i Catalogue of Life.